# 전기차량
- 전기자동차, 닛산 리프
- 전동항공기, 솔러임펄스 2
- 전기 노면전차, 오스트리아 빈
- 배터리식 전기버스, 베트남
- 전기자전거, 뉴욕주 맨해튼
- 전기트럭(테슬라 세미), 캘리포니아주 로클린

전기차량(Electric vehicle, EV) 또는 전동수송장비는 하나 이상의 견인 전동기을 사용하는 탈것이다. 선외원의 전기를 갖춘 집전기에 의한 공급을 받을 수 있으며 전지에 의해 자발적으로 전원을 공급받을 수 있다.(일부의 경우 태양 전지 판를 통해, 또는 연료전지나 발전기를 사용하여서도 가능) 그러나 전기차량은 도로, 열차, 전동항공기, 전기우주선에만 국한된 것은 아니다.

## 역사
전기차량은 19세기 말에 전기가 모터 비클 추진을 위한 선호되는 방식들 가운데 하나였을 때 존재하기 시작했다. 당시에는 가솔린 기관이 도달하지 못했던, 운영의 용이성과 편안함을 제공했다. 내연기관이 약 100년간 자동차와 트럭의 지배적인 추진 방식이었지만 전기는 열차, 모든 유형의 소형 차량 등 기타 차량 유형에 여전히 흔히 사용되었다.

## 추가 문헌
- International Energy Agency, Global EV Outlook 2021.

## 같이 보기
- 저속 전기차
- 오염자 부담 원칙